# Bahnhof Ratingen West
Der Bahnhof Ratingen West befindet sich an der Bahnstrecke Mülheim-Speldorf–Troisdorf, die hier auch Ratinger Weststrecke heißt. Diese wird im Personenverkehr nicht befahren, jedoch stark vom Güterverkehr genutzt. Eine Reaktivierung im Personenverkehr ist mit Problemen verbunden, wird aber von verschiedenen Seiten angestrebt. Im Vergleich zum Bahnhof Ratingen Ost an der Ruhrtalbahn liegt er etwas näher zum Stadtzentrum Ratingens.

## Geschichte
Der Bahnhof wurde 1874 unter dem Namen Ratingen Rheinisch von der Rheinischen Eisenbahn-Gesellschaft eröffnet. Nachdem diese vom preußischen Staat übernommen worden war, wurde der Bahnhof in Ratingen West umbenannt. Der Bahnhof Ratingen BME der Bergisch-Märkischen Eisenbahn-Gesellschaft an der Ruhrtalbahn erhielt analog die Bezeichnung Ratingen Ost. 1903 wurde die abzweigende Angertalbahn fertig gestellt. 1983 wurde die Verbindungskurve zur Angertalbahn stillgelegt, die Strecke ist nur noch nach Norden, am Bahnhof Lintorf, angeschlossen.
Im Süden des Bahnhofes lag ein Bahnbetriebswerk, dessen Rundschuppen noch vorhanden ist und gewerblich genutzt wird.

## Planungen
Laut Nahverkehrsplan im Kreis Mettmann, wozu auch Ratingen gehört, ist die Verbindung Ratingen–Duisburg mit öffentlichen Verkehrsmitteln sehr umständlich, da sie immer zuvor über Düsseldorf führt. Außerdem sind die Ratinger Stadtteile entlang der Ratinger Weststrecke Lintorf (ca. 15.200 Einwohner), Tiefenbroich (ca. 6500 Einwohner) und Ratingen-West (ca. 17.900 Einwohner) mit zusammen fast 40.000 Einwohnern nicht gerade bevölkerungsarm. Daher ist geplant, den Bahnhof Ratingen West im SPNV zu reaktivieren. Laut Nahverkehrsplan des VRR, der die SPNV-Leistungen bestellt, ist eine Reaktivierung im Personenverkehr jedoch derzeit nicht möglich, da die Ratinger Weststrecke so stark im Güterverkehr beansprucht wird, dass sie für einen künftigen Personenverkehr dreigleisig ausgebaut werden müsste. Darüber hinaus sollen die Züge hinter Düsseldorf-Rath nicht wie die S6 über die Ruhrtalbahn und die Bahnstrecke Köln–Duisburg zum Hauptbahnhof Düsseldorf, sondern über Düsseldorf-Grafenberg und mit einer neuen Kurve zur Bahnstrecke Düsseldorf–Wuppertal und über den Haltepunkt Düsseldorf-Flingern zum Düsseldorfer Hauptbahnhof führen, wobei Düsseldorf-Grafenberg durch einen neuen Haltepunkt Düsseldorf Schlüterstraße erschlossen würde. Aufgrund des hohen Güteraufkommens und wegen Sicherheitsvorschriften, die ein Begegnungsverbot von Personen- und Güterzügen in langen Tunneln vorsehen, müsste ein separater Tunnel parallel zum Staufenplatztunnel gebaut werden. Dadurch stiegen die Investitionskosten von ursprünglich 25 Millionen auf mindestens 140 Millionen Euro. Eine Führung ab Düsseldorf-Rath analog der S6 mindere den Verkehrswert. Dies führte dazu, dass das Projekt in der IGVP kurzfristig nicht förderfähig wäre.
Verschiedene Stellen bemühen sich um eine Reaktivierung des Personenverkehrs, da entlang ihrer Bahnhöfe mehrere Entwicklungsprojekte geplant sind. Im September 2017 wurde eine weitere Demonstrationsfahrt für Stakeholder und Bürger durchgeführt.